# Autonomy
「Autonomy」（オートノミー）は、2021年3月31日に発売されたKotoneの2ndシングル。

## 概要
バーチャルYouTuberとして活動している天神子兎音の2ndシングル。

## 収録曲
1. Autonomy
  - 作詞・作曲・編曲： 5u5h1
2. 今回の騒動につきまして。
  - 作詞・作曲：ANCHOR